# Belle Grand-mère
Pour les articles homonymes, voir Belle Grand-mère (homonymie).
Belle Grand-Mère est un téléfilm français réalisé par Marion Sarraut en 1998.

## Synopsis
Joséphine (dite Babou) et Grégoire (dit Pacha) vivent paisiblement avec leurs filles et leurs petits-enfants. Cette vie douce va être perturbée par le retour inopiné de leur fils Thibault, parti vivre au Brésil depuis quelques années...

## Fiche technique
- Réalisation : Marion Sarraut, assisté de Rodolphe Tissot
- Scénario : Janine Boissard, Pierre Uytterhoeven,  Claude Boudenne
- Production : Claude Carrère, Serge Korber
- Musique : Paul Racer, Matt Son
- Genre : Comédie
- Durée : 90 minutes

## Distribution
- Macha Méril : Joséphine "Babou" Rougemont
- Victor Lanoux : Grégoire "Pacha" Rougemont
- Julie Sarraut : Charlotte
- Isabelle Guiard : Audrey
- Jérôme Pradon : Thibaut
- Ruben Bénichou : Justino
- Julia Vandoorme : Capucine
- Jérémy Sanguinetti : Tim
- Christopher Boyadji : Gauthier
- Armonie Sanders : Adèle
- Dimitri Rougeul : Vittorio
- Renaud Ménager : Hugues
- Max Dagnaud : L'antiquaire
- Sophie Grimaldi : Marie-Rose
- Benoist Brione : Edouard
- Philippe Delsau-Franjac : L'amiral
- François Fehner : Le commissaire
- Michel Boy : Le maire
- Olivier Brocheriou : Arsène
- Corinne Lahaye : Diane
- Elsa Kikoïne : Anna
- Alessio Caruso : Paolo
- Michel Pilorgé : Loison
- Thierry Obadia : Le jeune flic
- Etienne Martel : L'adulte étoile

### Suites
Ce téléfilm a une suite :
- 2001: Belle Grand Mère "La Trattoria" de Marion Sarraut